# أنجيلا سن
أنجيلا سن (بالإنجليزية: Angela Sun)‏ هي صحفية أمريكية، ولدت في 19 أكتوبر 1982 في شمال كاليفورنيا في الولايات المتحدة.

## وصلات خارجية
- الموقع الرسمي
- أنجيلا سن على موقع IMDb (الإنجليزية)
- أنجيلا سن على موقع قاعدة بيانات الفيلم (الإنجليزية)